# BlackBerry Bold

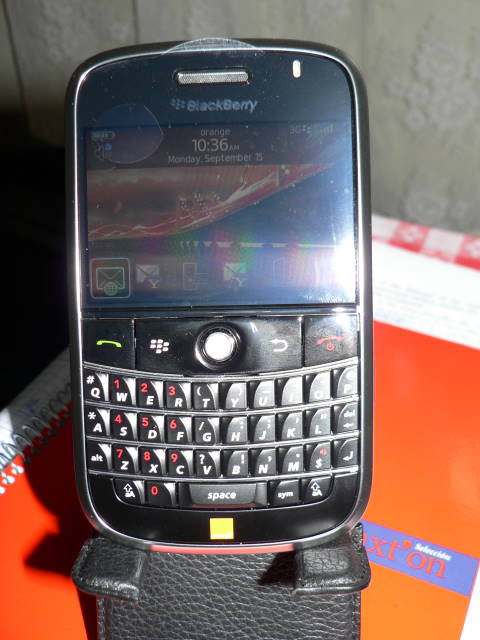

BlackBerry Bold es una línea de teléfonos inteligentes hecha por Research In Motion.

## Modelos

### Blackberry Bold 9790
Es el sucesor del Blackberry Bold 9900, es muy similar al antiguo modelo Bold 9780 en su forma y tamaño, posee un procesador de 1 GHz y 768 MiB de memoria RAM, cámara de 5 megapíxeles con autofocus (la misma que posee el 9780) y que lamentablemente el 9900 no obtuvo (obtuvo una cámara de 5 megapíxeles sin autofocus), posee una novedosa tecnología que RIM llama Liquid Graphics. Tiene pantalla táctil al igual que el 9900 y tecnología NFC. posee Blackberry OS 7 preinstalado y una memoria interna de 8 GB.

### Blackberry Bold 9900

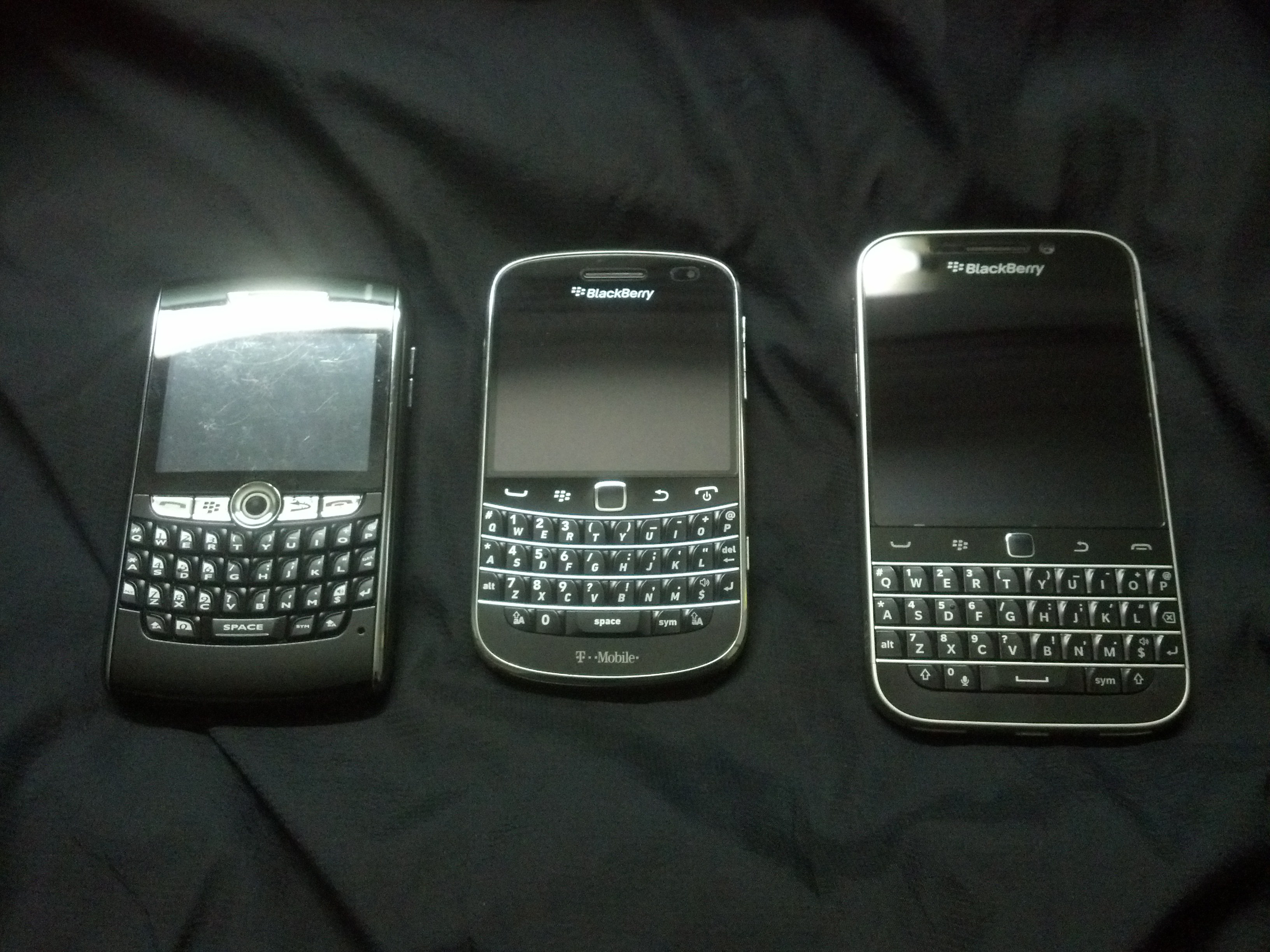
8820, 9900, Classic.

También conocido como Touch Bold, es parte de la serie de dispositivos Blackberry Bold 9000. Se presentó en agosto de 2011. Es el primero de la línea en ofrecer una pantalla táctil. También está equipado con BlackBerry OS 7. Tiene un procesador de 1.2 GHz y 768 MiB de memoria RAM. Tiene 8 GiB de memoria interna y una ranura microSD que soporta hasta 32 GiB. El compartimiento de su batería está recubierto de fibra de carbono.

### Blackberry Bold 9780
Es un teléfono móvil que forma parte de la serie de dispositivos Blackberry Bold, es el sucesor del Blackberry bold 9700. Su lanzamiento a nivel mundial fue en noviembre de 2010. Su sistema operativo es BlackBerry OS 6.0.0 y viene instalado. El Bold 9780 comparte el mismo formato que el 9700, y las únicas diferencias notables son una cámara mejorada de 5 megapixeles y el doble de memoria interna y ram que posee el 9700, dejando así 512mb de almacenamiento y 512mb de memoria ram, en su exterior el bizel en cromo plateado ha sido reemplazado por un bizel en cromo plomo. fue el segundo dispositivo Blackberry en obtener Blackberry OS 6 preinstalado al ser lanzado al público, el primero fue el Blackberry Torch 9800
El 7 de septiembre de 2011 Mobile China y RIM anunciaron una variante conocida como la Bold 9788.

### Blackberry Bold 9650

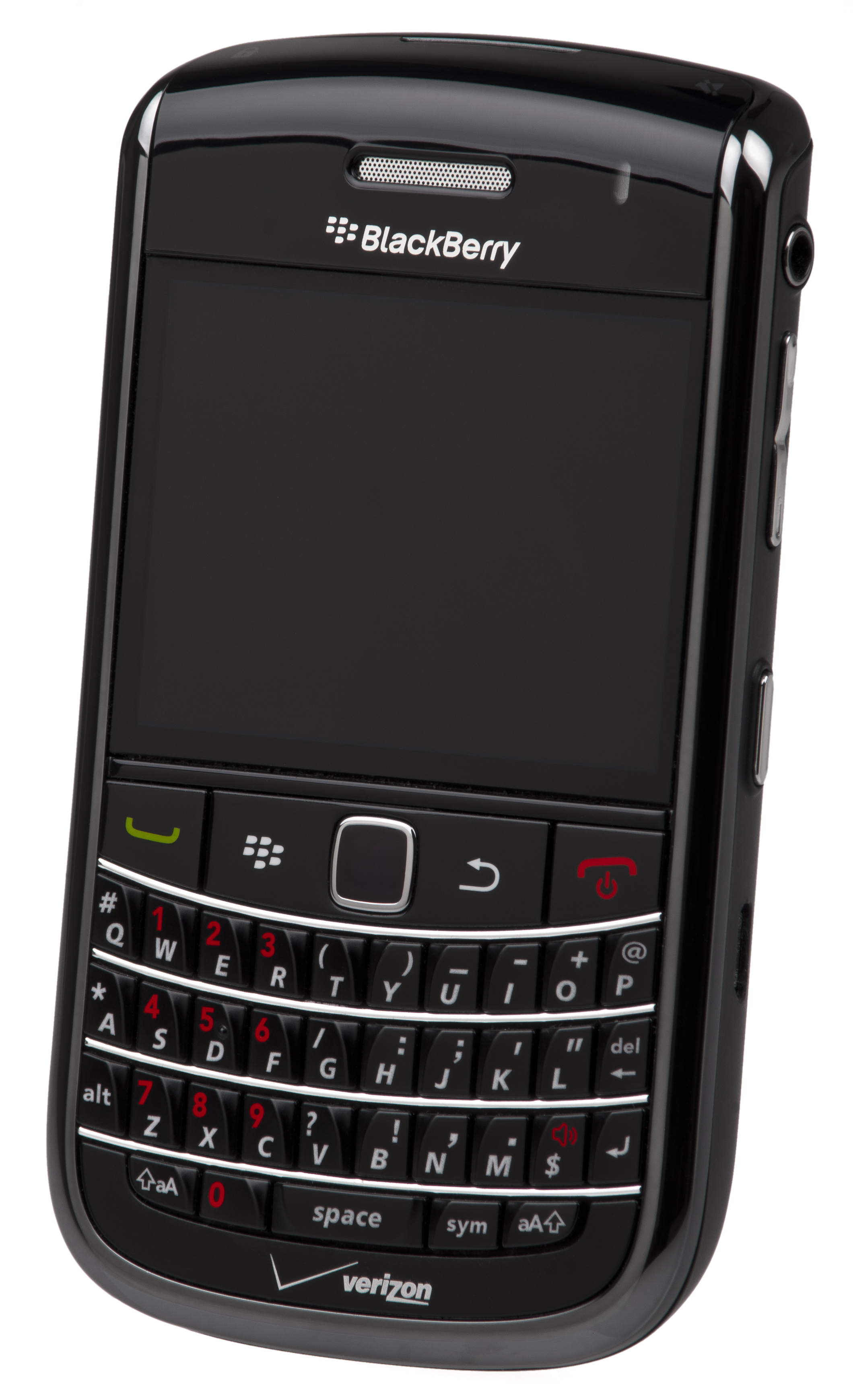
BB 9650.

Es el sucesor del blackberry tour 9630, pero con la característica de formar parte de la familia Bold. Tiene 512 MB de almacenamiento, 512mb de memoria ram o rom. Utiliza un procesador de 624 MHz. Fue anunciado en Canadá la semana del 27 de abril de 2010. Su sistema operativo es Blackberry OS 6.0 (también es configurable al 5.0)

### Blackberry Bold 9700
Es el sucesor del blackberry bold 9000. Tiene 256 MB de almacenamiento, 256mb de memoria ram o rom. Utiliza un procesador de 624 MHz. Fue lanzado en Canadá la semana del 27 de abril de 2010. Su sistema operativo es Blackberry OS 5.0 (actualizable a 6.0)

### Blackberry Bold 9000

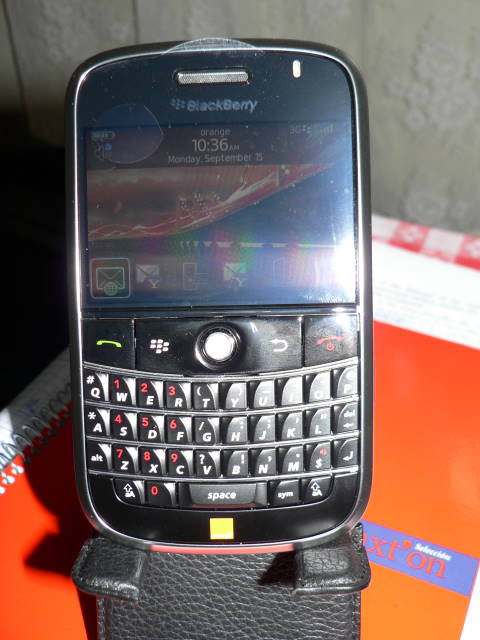
BB 9000.

Anunciado en mayo del 2008 este equipo vino a revolucionar el mundo de teléfonos inteligentes dentro de la marca Blackberry con un procesador de 624 MHz 128 de memoria flash y ranura MicroSD ampliable hasta 8Gb. Cámara de 2 megapixeles con zoom x2 y SO Blackberry 5.

## Comparación de dispositivos BlackBerry Bold
Esta tabla muestra las principales características de cada generación.
| Blackberry Bold                                         | Bold 9790                                                                                | Bold 990                                                                             | Bold 9650                                                                   | Bold 9700                                                                   | Bold 9000                                                          |
| ------------------------------------------------------- | ---------------------------------------------------------------------------------------- | ------------------------------------------------------------------------------------ | --------------------------------------------------------------------------- | --------------------------------------------------------------------------- | ------------------------------------------------------------------ |
| Imagen                                                  |                                                                                          |                                                                                      |                                                                             |                                                                             |                                                                    |
| Pantalla                                                | 640 x 480 píxeles                                                                        | 480 x 360 pixeles                                                                    | 480 x 360 pixeles                                                           | 480 x 360 pixeles                                                           | 480 x 320 pixeles                                                  |
| Tamaño y peso                                           | 115 mm de altura 66 mm de ancho 10,5 mm de profundidad 130 g de peso                     | 109 mm de altura 60 mm de ancho 14 mm de profundidad 122 g de peso                   | 109 mm de altura 60 mm de ancho 14 mm de profundidad 132 g de peso          | 109 mm de altura 60 mm de ancho 14,1 mm de profundidad 122 g de peso        | 114 mm de altura 66 mm de ancho 15 mm de profundidad 136 g de peso |
| Duración de la batería                                  | 6,3 horas de conversación 12,8 días de tiempo en espera 50 horas de reproducción musical | 6 horas de conversación 22 días de tiempo en espera 36 horas de reproducción musical | 5 horas de conversación 13 días de tiempo en espera                         | 4,5 horas de conversación 13,5 días de tiempo en espera                     | 5 horas de conversación 13,5 días de tiempo en espera              |
| Cámara                                                  | 5.0 MP Cámara / Zum digital 4x / Flash / Grabación de vídeo HD                           | 5.0 MP Cámara / Zum digital 3x / Flash / Video recording                             | 3.2 MP Cámara / Zum digital 2x / Flash / Video recording                    | 3.2 MP Cámara / Zum digital 2x / Flash / Video recording                    | 2.0 MP Cámara / Zum digital 1x / Flash / Video recording           |
| Memoria                                                 | 768 MiB de RAM 8 GB de memoria integrada Tarjeta multimedia de 2 GB integrada            | 512 MiB de RAM 512 MiB de memoria integrada Tarjeta multimedia de 2 GB integrada     | 512 MiB de RAM 2 GB de memoria integrada Tarjeta multimedia de 2G integrada | 256 MiB de RAM 2 GB de memoria integrada Tarjeta multimedia de 2G integrada | 128 MiB de RAM 1 GB de memoria integrada                           |
| GPS                                                     | ✓                                                                                        | ✓                                                                                    | ✓                                                                           | ✓                                                                           | ✓                                                                  |
| Wi-Fi                                                   | ✓                                                                                        | ✓                                                                                    | ✓                                                                           | ✓                                                                           | ✓                                                                  |
| Compatibilidad con redes 3G                             | ✓                                                                                        | ✓                                                                                    | ✓                                                                           | ✓                                                                           | ✓                                                                  |
| Radio FM                                                | no disponible                                                                            | no disponible                                                                        | no disponible                                                               | no disponible                                                               | no disponible                                                      |
| Teclas multimedia específicas                           | no disponible                                                                            | no disponible                                                                        | no disponible                                                               | no disponible                                                               | no disponible                                                      |
| Escritura                                               | Teclado QWERTY retroiluminado de 35 teclas                                               | Teclado QWERTY retroiluminado de 35 teclas                                           | Teclado QWERTY retroiluminado de 35 teclas                                  | Teclado QWERTY retroiluminado de 35 teclas                                  | Teclado QWERTY                                                     |
| Navegación                                              | Trackpad óptico + pantalla táctil capacitiva                                             | Trackpad                                                                             | Trackpad                                                                    | Trackpad                                                                    | Trackball                                                          |
| Protección mediante contraseña y bloqueo de la pantalla | ✓                                                                                        | ✓                                                                                    | ✓                                                                           | ✓                                                                           | ✓                                                                  |
| LCD - TFT transmisivo                                   | ✓                                                                                        | ✓                                                                                    | ✓                                                                           | ✓                                                                           | ✓                                                                  |
| Pantalla a color                                        | ✓                                                                                        | ✓                                                                                    | ✓                                                                           | ✓                                                                           | ✓                                                                  |
| Pantalla fotosensible                                   | ✓                                                                                        | ✓                                                                                    | ✓                                                                           | ✓                                                                           | ✓                                                                  |
| Multimedia: Formatos de audio compatible                | MP3, AMR-NB, ACC-LC,ACC+, eACC+                                                          | MP3, WMA9 Pro, WMA 10, AMR-NB, Professional ACC, ACC+, eACC-                         | MP3, WMA9 Pro, WMA 10, MIDI, AMR-NB, Professional ACC, ACC+, eACC-          | MP3, WMA9 Pro, WMA 10, MIDI, AMR-NB, Professional ACC, ACC+, eACC-          | MP3, WMA9 Pro, WMA 10, MIDI, AMR-NB, Professional ACC, ACC+, eACC- |
| Multimedia: Formatos de vídeo compatibles               | MPEG4, H264, H263, WMV3                                                                  | MP3G4, H264, H263, WMV3                                                              | MP3G4, MP4, H264, H263, WMV3                                                | MP3G4, H264, H263, WMV3                                                     | N/A                                                                |
| Notificadores LED                                       | ✓                                                                                        | ✓                                                                                    | ✓                                                                           | ✓                                                                           | ✓                                                                  |
| Accesorios: cable USB y cargador de pared               | ✓                                                                                        | ✓                                                                                    | ✓                                                                           | ✓                                                                           | ✓                                                                  |

- Datos: Q2426429
- Multimedia: BlackBerry Bold / Q2426429